# Rinas
Rinas est un village situé dans la préfecture de Durrës en Albanie.
Lors de la réforme de 2015, elle quitte le district de Krujë pour rejoindre la municipalité de Croïa. L'aéroport international de Tirana se trouve sur son territoire.